# Саратеєво
Сарате́єво (рос. Саратеево, марій. Олыктӱр) — присілок у складі Гірськомарійського району Марій Ел, Росія. Входить до складу Усолинського сільського поселення.

## Населення
Населення — 133 особи (2010; 134 у 2002).
Національний склад (станом на 2002 рік):
- гірські марійці — 82 %